# Grand Theft Auto: Vice City
Grand Theft Auto: Vice City (okrajšava GTA Vice City) je akcijsko-pustolovska igra iz leta 2002, ki jo je razvilo podjetje Rockstar North in izdalo podjetje Rockstar Games. Je četrta glavna igra v seriji Grand Theft Auto, po Grand Theft Auto III iz leta 2001, in šesta skupno. Gre za enoigralsko igro z zgodbo, ki se dogaja leta 1986 v izmišljenem Vice Cityju (ki temelji na Miamiju in Miami Beachu). Spremlja vzpon mafijca Tommyja Vercettija na oblast po izpustitvi iz zapora in rešitvi iz zasede ob poskusu preprodaje drog. Medtem ko išče odgovorne za napad, Tommy postopoma gradi kriminalni imperij, tako da prevzame oblast od drugih kriminalnih združb.
Igra se igra iz perspektive tretje osebe, po odprtem svetu pa se igralec lahko premika peš ali z vozilom. Odprt svet igralcu omogoča prosto gibanje po Vice Cityju, ki je sestavljen iz dveh glavnih otokov. Zgodba igre temelji na številnih resničnih ljudeh in dogodkih v Miamiju, kot so Kubanci, Haitijci in motoristične tolpe, epidemija cracka v osemdesetih letih prejšnjega stoletja, mafijski mamilarski baroni iz Miamija in prevlada glam metala. Na igro so vplivali tudi filmi in televizija tistega časa, predvsem Scarface in Miami Vice. Velik del razvojnega dela je predstavljalo ustvarjanje igralnega sveta, ki ustreza navdihu in časovnemu obdobju; razvojna ekipa je med ustvarjanjem sveta izvedla obsežne terenske raziskave v Miamiju. Igra je bila izdana oktobra 2002 za PlayStation 2.
Igra je prejela pohvale kritikov, predvsem na račun glasbe, igranja, zgodbe in oblikovanja odprtega sveta, čeprav je sprožila polemike glede upodobitve nasilja in rasnih skupin. Ob koncu leta je bila nagrajena s strani več igralniških publikacij in velja za eno najpomembnejših iger za šesto generacijo konzol ter eno najboljših videoiger vseh časov. GTA Vice City je postala najbolje prodajana igra leta 2002 in ena najbolje prodajanih iger za PlayStation 2 z več kot 14,2 milijona prodanih izvodov. Skupno je bila prodana v več kot 17,5 milijona izvodov. Za Windows in Xbox je bila izdana leta 2003, v letu 2010 pa so sledile izboljšane in mobilne različice, leta 2021 pa še remaster verzija. Sledila sta Grand Theft Auto: San Andreas (2004) in predzgodba Grand Theft Auto: Vice City Stories (2006).

## Igranje
Grand Theft Auto: Vice City je akcijsko-pustolovska igra, ki se igra iz perspektive tretje osebe. Igralec nadzoruje kriminalca Tommyja Vercettija in opravlja misije – linearne scenarije z določenimi cilji – da bi napredoval skozi zgodbo. Hkrati je mogoče imeti na voljo več misij, saj nekatere misije zahtevajo, da igralec počaka na nadaljnja navodila ali dogodke. Zunaj misij se lahko igralec prosto giblje po odprtem svetu igre in ima možnost opravljanja neobveznih stranskih misij. Svet, sestavljen iz dveh glavnih otokov in več manjših območij, je po površini veliko večji kot v prejšnjih delih serije. Otoki se igralcu odklenejo, ko napreduje skozi zgodbo.
Igralec lahko teče, skače ali vozi vozila za gibanje po svetu igre. Za boj proti sovražnikom lahko napade od blizu, uporabi strelno orožje ali eksploziv. Strelno orožje vključuje orožje, kot so Colt Python, mitraljez M60 in minigun. Tridimenzionalno okolje igre omogoča pogled iz prve osebe med ciljanjem z ostrostrelsko puško in metalcem raket. Poleg tega igra igralcu omogoča streljanje med vožnjo tako, da se v vozilu obrne bočno. Široko paleto orožja je mogoče kupiti pri lokalnih trgovcih s strelnim orožjem, najti na tleh, pridobiti od mrtvih sovražnikov ali najti po mestu.
Med bojem proti sovražnikom se lahko kot pomoč uporabi samodejno ciljanje. Če igralec utrpi škodo, se njegov merilnik zdravja lahko v celoti regenerira z uporabo dodatkov za zdravje. Neprebojni jopič se lahko uporablja za absorpcijo strelov in eksplozivne škode, vendar se pri tem porablja. Ko je zdravje popolnoma izčrpano, se igra ustavi in igralec se ponovno pojavi v najbližji bolnišnici, pri čemer izgubi vse orožje in jopič ter nekaj denarja. Če igralec med igranjem stori kaznivo dejanje, se lahko organi pregona v igri odzovejo, kar je prikazano na merilniku »iskanja« na projekcijskem zaslonu, ki se v intenziteti povečuje, ko igralec stori več kaznivih dejanj. Na merilniku prikazane zvezdice označujejo trenutno stopnjo iskanja, in višja kot je stopnja, večji je odziv organov pregona (na primer, pri najvišji stopnji šestih zvezdic se v lov za igralcem podajo policijski helikopterji in vojska, ki igralca želijo ubiti).
V zgodbi Tommy srečuje like iz različnih tolp. Ko igralec opravlja misije za različne tolpe, ga drugi člani tolpe pogosto branijo, medtem ko ga člani rivalskih tolp prepoznajo kot sovražnika in nato streljajo za njim po mestu. Med prostim potepanjem po svetu igre se lahko igralec ukvarja z dejavnostmi, kot so mini igra policista, gasilca, reševalca ali taksi službe. Dokončanje teh dejavnosti do določenih stopenj igralcu prinese nagrade, specifične za kontekst. Ko Tommy gradi svoj kriminalni imperij, lahko igralec kupi številne nepremičnine, razporejene po mestu, med katerimi nekatere služijo kot dodatna skrivališča, kjer je mogoče zbirati orožje in shranjevati vozila. Obstajajo tudi različna podjetja, ki jih je mogoče kupiti, vključno s pornografskim filmskim studiem, taksi podjetjem in več zabavnimi klubi. Vsaka poslovna nepremičnina ima določene naloge, kot sta izločanje konkurence ali kraja opreme. Ko so vse naloge opravljene, nepremičnina začne ustvarjati stalen dohodek, ki je na voljo igralcu.

## Zgodba
Leta 1986 je mafijec Tommy Vercetti (Ray Liotta) izpuščen iz zapora po petnajstletni kazni zaradi umora. Njegov šef Sonny Forelli (Tom Sizemore), ki želi vzpostaviti trgovino z drogami na jugu, pošlje Tommyja v Vice City, da bi skupaj s prevarantskim odvetnikom Kenom Rosenbergom (William Fichtner) nadzoroval pomemben posel z drogami. Vendar dogovorjeno izmenjavo iz zasede napadejo neznani napadalci. Tommy in Ken komaj pobegneta. Sonny od Tommyja, ko mu ta sporoči novico, zahteva, da dobi nazaj droge in denar, ki mu ga je dal za izmenjavo, sicer bodo sledile posledice. Ken, ki išče informacije, Tommyja napoti k upokojenemu polkovniku Juanu Garcii Cortezu (Robert Davi), ki je pomagal pri organizaciji posla. Cortez, ki izrazi obžalovanje zaradi zasede, obljubi, da bo ugotovil, kdo je organiziral zasedo.
Med preiskavo se Tommy sreča z več ljudmi, ki mu ponudijo pomoč, vključno z glasbenim producentom Kentom Paulom (Danny Dyer), ki vzdržuje stike z mestnim kriminalnim podzemljem, Lanceom Vanceom (Philip Michael Thomas), ki je sodeloval pri poslu in v zasedi izgubil brata, teksaškim poslovnim tajkunom Averyjem Carringtonom (Burt Reynolds), ki v zameno prosi Tommyja za pomoč pri več poslih, in mamilarskim šefom Ricardom Diazom (Luis Guzmán), ki zaposli tako Tommyja kot Lancea. Sčasoma Cortez začne izražati svoje sume, da je zasedo organiziral Diaz. Po nadaljnji preiskavi Lance odkrije, da je to res, in kljub Tommyjevem svarilu poskuša sam ubiti Diaza, a ga ujamejo. Ko Tommy reši Lancea, vdreta v Diazovo vilo in Diaza ubijeta.
Po Diazovi smrti Tommy prevzame njegovo premoženje in na Averyjev predlog poskuša razširiti svoj novi kriminalni imperij tako, da podjetja sili, da mu plačujejo denar za zaščito, in odkupuje skoraj bankrotirana podjetja, ki jih uporablja kot krinko za nezakonite operacije. Tommy ustanovi svojo tolpo, da bi zaščitil svoja podjetja pred tekmeci, in pomaga več vidnim voditeljem tolp v upanju, da bodo podprli njegovo širitev. Cortezu pomaga pobegniti iz mesta z ukradeno vojaško opremo. Sčasoma Sonny odkrije, da je Tommy pridobil popoln nadzor nad trgovino z drogami v Vice Cityju, ne da bi pri tem vključil družino Forelli. Razjarjen zaradi njegove neodvisnosti pošlje mafijce, da na silo izterjajo denar od Tommyjevih podjetij. Tommy v odgovor ubije Sonnyjeve može in prekine stike z njim.
Ko izve, da bo Sonny osebno prišel v Vice City, da bi izterjal tisto, kar verjame, da mu pripada, se Tommy pripravi, da mu bo plačal davek s ponarejenim denarjem. Vendar Sonny razkrije, da je bil odgovoren za Tommyjevo aretacijo pred petnajstimi leti in da je sedaj Lance izdal Tommyja in se povezal s družino Forelli, saj se je v Tommyjevi prisotnosti od njegovega vzpona na oblast počutil zapostavljenega. V Tommyjevi vili pride do streljanja, med katerim Tommy prepreči Forellijevim, da bi mu ukradli denar, in ubije Lancea zaradi njegove izdaje. Na koncu ubije tudi Sonnyja. Ko panični Ken prispe na kraj obračuna, ga Tommy hitro pomiri, da je zdaj vse v redu, saj se je končno uveljavil kot nesporni kriminalni šef Vice Cityja.

## Razvoj
Osrednja 50-članska ekipa Rockstar North je vodila osemnajstmesečni razvoj igre Grand Theft Auto: Vice City. Polna produkcija se je začela konec leta 2001, ko so zaključevali z igro Grand Theft Auto III. Medtem ko je zgodnji razvoj zajemal le ustvarjanje 3D-modelov, je izvršni producent Sam Houser dejal, da se je razvoj "začel zares v začetku leta 2002" in je trajal približno devet mesecev. Po izidu različice Grand Theft Auto III za Windows je razvojna ekipa razpravljala o ustvarjanju paketa za igro, ki bi dodal novo orožje, vozila in misije. Po nadaljnji razpravi se je ekipa odločila, da bo ta koncept postal samostojna igra, torej GTA Vice City.
Igra je bila napovedana na sejmu Electronic Entertainment Expo 22. maja 2002. Takrat je bila najdražja igra založbe Rockstar North, z razvojnim proračunom v višini 5 milijonov ameriških dolarjev in marketinškim proračunom v višini 13,2 milijona ameriških dolarjev. 5. septembra 2002 je Rockstar sporočil, da je bil datum izida, 22. oktober, prestavljen na 29. oktober, da bi zadostili povpraševanju po izdelku. Do 15. oktobra 2002 se je razvoj igre ustavil, saj je bila poslana v proizvodnjo. V Severni Ameriki je bila izdana za PlayStation 2 29. oktobra 2002, v Evropi pa 8. novembra. Capcom je igro na Japonskem izdal 20. maja 2004 za PlayStation 2 in Windows. Igra je bila v Rockstar Games Launcher dodana septembra 2019.

### Oblikovanje odprtega sveta
Igra se dogaja leta 1986 v izmišljenem Vice Cityju, ki je v veliki meri zasnovano na mestu Miami. Vice City se je prej pojavil v originalnem Grand Theft Auto (1997). Razvojna ekipa se je odločila, da bo lokacijo ponovno uporabila in vključila ideje iz studia in s strani oboževalcev. Želeli so napraviti satiro lokacije, ki ni sodobna, za razliko od Liberty Cityja iz Grand Theft Auto III. Ekipa je želela izbrati lokacijo, ki bi imela številne podobnosti in razlike z New Yorkom – navdihom za Liberty City – kar jih je sčasoma pripeljalo v Miami, ki ga je producent Leslie Benzies opisal kot »mesto zabave, polno sonca, morja in seksa, a z istim temnim robom pod njimi«. Sam Houser ga je označil za »obdobje kriminala, ko se sploh ni zdelo, da gre za kriminal ... bilo je popolnoma obrnjeno obdobje, od začetka do konca«. Ekipa je nameravala Vice City spremeniti v "živo, dihajoče mesto", kjer bi igralec imel občutek, kot da "življenje še vedno teče naprej", tudi ko se protagonist nahaja v stavbi.
Videz sveta v igri, zlasti oblačila in vozila, odražajo njeno okolje v osemdesetih letih 20. stoletja. Številne teme so izposojene iz kriminalnih filmov Scarface (1983) in Carlito's Way (1993), slednji zaradi karakterizacije in upodobitve niansiranih kriminalcev. Velik vpliv je imela tudi televizijska serija Miami Vice (1984–1989), ki jo je ekipa redno gledala med razvojem. Umetniški direktor Aaron Garbut je serijo uporabil kot referenco za posnemanje neonske osvetlitve. Poustvarjanje okolja osemdesetih let 20. stoletja ekipi ni predstavljalo posebnega izziva zaradi posebne kulture tistega časa in poznavanja tega obdobja. Umetniška ekipa je imela na voljo veliko raziskav, pa tudi referenčne fotografije, ki so jih posneli drugi člani razvojne ekipe. Ekipa je kmalu po zaključku razvoja igre Grand Theft Auto III organizirala terenske raziskovalne izlete v Miami, se razdelila v manjše ekipe in opazovala ulice.

### Zgodba in liki
Ekipa je porabila nekaj časa za »reševanje uganke« govorečega protagonista, kar je opazno odstopanje od tihega protagonista Clauda v igri Grand Theft Auto III. Ray Liotta je upodobil protagonista Tommyja Vercettija in vlogo opisal kot zahtevno: »Ustvarjaš lik, ki ga prej ni bilo ... To je tako intenzivno.« Med snemanjem njegovih nastopov je ekipa uporabila modri zaslon, da je Liotti omogočil vizualizacijo, »kako se bo vse premikalo«. Ekipa si je prizadevala, da bi igralec začutil »resnično afiniteto« do Tommyja, tako da je dala prednost pripovedi igre. Dan Houser je Tommyja opisal kot »močnega in nevarnega ter pripravljenega čakati na pravo priložnost«. Režiser Navid Khonsari je občasno ugotavljal, da je z Liotto težko delati. Sam Houser je dejal: »V nekaterih delih je bil ... vživet v to, včasih pa ... je bil zelo temačen in ni mogel delati.«
Večina animacij v igri je bila originalnih, le nekaj pa si jih je sposodila iz igre Grand Theft Auto III. Za like je ekipa uporabila tehnike zajemanja gibanja in stop motion animacije. Vmesni prizori uporabljajo le prvo, medtem ko se za gibanje v igri uporablja kombinacija obeh tehnik. Ekipa je naletela na težave pri animiranju gibanja motorjev, deloma zaradi raznolikosti modelov. Modeli pešcev v Vice Cityju uporabljajo različne vizualne stile, kar je oblikovalcem omogočilo ustvarjanje bolj realističnih likov. V svetu igre je 110 edinstvenih modelov pešcev poleg približno 50 likov, nastopajočih v zgodbi. Vsak lik je upodobljen z dvakrat toliko poligoni in teksturami kot v Grand Theft Auto III. Povečano število poligonov je vplivalo tudi na fiziko likov in izboljšalo vidike igranja, kot je natančnost zadetkov z orožjem. Nekatere modele likov in dele zgodbe so navdihnili filmi, kot je Boter (1972), predstavitev igre pa akcijske televizijske oddaje iz osemdesetih let prejšnjega stoletja. Interakcija med Tommyjem Vercettijem in Lanceom Vanceom je bila zasnovana tako, da je podobna odnosu med Sonnyjem Crockettom in Ricardom Tubbsom iz oddaje Miami Vice.

### Oblikovanje zvoka in glasbena produkcija
Igra vsebuje 8000 vrstic posnetih dialogov, kar je štirikrat več kot v igri Grand Theft Auto III. Vsebuje več kot 90 minut vmesnih prizorov in devet ur glasbe, z več kot 113-imi pesmimi in reklamami. Ekipa je uživala v izzivu ustvarjanja zvočne podlage za igro, še posebej v nasprotju z glasbo iz igre Grand Theft Auto III, ki jo je Sam Houser opisal kot "očitno satirično in namenjeno sami sebi". Pri razvoju radijskih postaj je ekipa želela okrepiti okolje igre z zbiranjem različnih pesmi iz osemdesetih let prejšnjega stoletja, kar je zahtevalo obsežne raziskave. Radijske postaje je založba Epic Records izdala v sedmih albumih pod naslovom Grand Theft Auto: Vice City Official Soundtrack Box Set – skupaj z igro oktobra 2002. GTA Vice City vsebuje približno trikrat več pogovornih radijskih oddaj kot Grand Theft Auto III. Producent in voditelj pogovornih oddaj Lazlow Jones je izjavil, da je majhen odstotek poslušalcev postaj, ki dejansko pokličejo, "nor". V igri so razvijalci "poudarili ekstremnost" in "zadevo dvignili na še višjo raven". Dan Houser je menil, da pogovorne postaje dajejo igri globino.

## Sprejem

### Odziv kritikov
| Agregator  | Ocena  |
| ---------- | ------ |
| Metacritic | 95/100 |

| Publikacija    | Ocena     |
| -------------- | --------- |
| AllGame        | 5/5 stars |
| Edge           | 8/10      |
| Eurogamer      | 10/10     |
| Game Informer  | 10/10     |
| GameRevolution | A         |
| GameSpot       | 9.6/10    |
| GameSpy        | 95/100    |
| IGN            | 9.7/10    |

Grand Theft Auto: Vice City je ob izidu prejel pohvale kritikov. Metacritic je na podlagi 62-ih ocen izračunal povprečno oceno 95 od 100, kar pomeni "splošno priznanje". Je najvišje ocenjena igra za PlayStation 2 po mnenju Metacritica leta 2002, in peta najvišje ocenjena igra za PlayStation 2 nasploh, skupaj s številnimi drugimi. Recenzentom sta bila všeč zvok in glasba igre, odprto igranje in zasnova odprtega sveta, obenem pa so podali nekaj kritik na upravljanje in tehnične težave. Douglass Perry iz IGN-ja jo je razglasil za "eno najbolj impresivnih iger leta 2002", Raymond Padilla iz GameSpyja pa je igralsko izkušnjo označil za "globoko, prijetno in edinstveno".
Recenzenti so misije na splošno ocenili kot izboljšavo v primerjavi z Grand Theft Auto III, čeprav so nekateri opazili občasno nerodnost in frustracije. Perry iz IGN-a je zapisal, da misije v igri igralcu dajejo "močnejši občutek, da je v zgodbi znotraj sveta, ki resnično obstaja". Matt Helgeson iz Game Informerja je menil, da so misije bolj kompleksne, Scott Alan Marriott iz AllGame pa, da se je zaradi tega izboljšala zgodba. Marriott je dodal, da je glavni lik Tommy bolj privlačen kot Claude iz Grand Theft Auto III. Perry iz IGN-a je menil, da je Rockstar "našel pravo osebo in naredil pravo izbiro", v Edgeju pa so napisali, da Tommy "izžareva karizmo", pri čemer so pohvalili igro Raya Liotte.
Recenzenti so pohvalili odprti svet igre, mnogi so menili, da vsebuje več podrobnosti in se zdi bolj živa kot njeni predhodniki. Padilla iz GameSpyja je podal ugodne primerjave med Vice Cityjem in Liberty Cityjem iz Grand Theft Auto III, pri čemer je opozoril na raven podrobnosti prvega. Ben Silverman iz Game Revolutiona je zapisal, da je globina igre "brez primere", in pohvalil realizem ter podrobnosti sveta, medtem ko je Marriott iz AllGamea pohvalil "ambiciozen obseg oblikovanja".
Marriott iz AllGame-a je GTA Vice City označil za »nepozabno poslušalsko izkušnjo«, Perry iz IGN-a pa je glasbo razglasil za »najbolj impresiven seznam pesmi v igri«. Mnogi recenzenti so pohvalili radijske postaje in pogovorne radijske oddaje v igri, in menili, da zbirka licencirane glasbe iz osemdesetih let prejšnjega stoletja v igri ustreza tonu in časovnemu obdobju sveta. Pohvale je prejela tudi glasovna igra. Jeff Gerstmann iz GameSpota je zasedbo likov opisal kot »barvito in nepozabno«, Perry iz IGN-ja pa je glasovno igro označil za »eno najboljših te vrste«. Silverman iz Game Revolution-a je menil, da igra »daje zgodbi verodostojnost«.
Mnogi recenzenti so ugotovili, da igra ponuja večjo raznolikost vozil kot Grand Theft Auto III, in da jih je lažje upravljati. Gerstmann iz GameSpota je vožnjo označil za "bolj vznemirljivo in nevarno", Perry iz IGN-a pa je menil, da so kontrole motornega kolesa zadovoljive. Poleg vodljivosti vozila so recenzenti opazili izboljšave v mehaniki ciljanja in streljanja, čeprav so še vedno zaznavali težave. Helgeson iz Game Informerja je dodal, da je "ciljanje izboljšano do te mere, da je boj lahko dejansko zabaven".
Nekateri recenzenti so opazili izboljšano razdaljo risanja v primerjavi z Grand Theft Auto III, čeprav so mnogi opazili padec hitrosti sličic med zaporedji, ki zahtevajo veliko strojne opreme. Spremembe v modelih likov so polarizirale ocene - medtem ko sta Padilla iz GameSpyja in Perry iz IGN-a opazila izboljšanje modelov likov, je Tom Bramwell iz Eurogamerja menil, da je "noro videti, da modeli likov ... sploh niso bili izboljšani". Umetna inteligenca v igri in dolgi časi nalaganja so bili v ocenah pogosto kritizirani, mnogi recenzenti pa so opozorili na nerodne kote kamere in okolje med igranjem.

#### Različica za Windows
| Agregator  | Ocena  |
| ---------- | ------ |
| Metacritic | 94/100 |

| Publikacija | Ocena     |
| ----------- | --------- |
| AllGame     | 5/5 stars |
| Eurogamer   | 9/10      |
| GameSpot    | 9.6/10    |
| GameSpy     | 93/100    |
| IGN         | 9.3/10    |

Ko je bila igra GTA Vice City maja 2003 izdana za Windows, je prejela podobne kritiške pohvale. Metacritic je na podlagi 30-ih ocen izračunal povprečno oceno 94 od 100, kar pomeni "splošno priznanje". Leta 2003 je bila to najvišje ocenjena igra za Windows na Metacriticu. Ocenjevalcem so bile všeč vizualne izboljšave, in so nasplošno podali pohvale glede izboljšav upravljanja.
Vizualna podoba te izdaje je bila deležna pozitivnih odzivov recenzentov. Mark Hoogland iz AllGamea je pohvalil izboljšane podrobnosti avtomobilov, teksture okolja in vremenske učinke. Greg Kasavin iz GameSpota je bil podobnega mnenja in je opozoril na občasne padce hitrosti sličic. Sal Accardo iz GameSpyja je pohvalil izboljšave razdalje risanja in ugotovil zelo malo težav s teksturami. Steve Butts iz IGN-a je ocenil, da so sistemske zahteve razumne za razliko od Grand Theft Auto III, pohvalil je tudi hitrejše čase nalaganja. Martin Taylor iz Eurogamerja je bil kritičen do vizualne podobe in izjavil, da višje ločljivosti "niso prijazne do splošne vizualne kakovosti", kritiziral pa je tudi strojne zahteve.
Spremembe upravljanja so bile na splošno dobro sprejete. Večina recenzentov je menila, da je mehanika ciljanja in streljanja izboljšana z upravljanjem z miško in tipkovnico. Taylor iz Eurogamerja jo je označil za "veliko bolj tekočo", Accardo iz GameSpyja pa je zapisal: "Preprosto ni nadomestila za ciljanje z miško". Vendar so bile spremembe upravljanja vožnje deležne številnih kritik. Butts iz IGN-a je menil, da so "zanič". Hoogland iz AllGamea je napisal, da so kontrole sčasoma postale "bolj prizanesljive".

#### Mobilna različica
| Agregator  | Ocena  |
| ---------- | ------ |
| Metacritic | 80/100 |

| Publikacija         | Ocena       |
| ------------------- | ----------- |
| Destructoid         | 7.5/10      |
| IGN                 | 7.7/10      |
| Pocket Gamer        | 8/10        |
| TouchArcade         | 4.5/5 stars |
| Digital Spy         | 3/5 stars   |
| NowGamer            | 7/10        |
| The Daily Telegraph | 4/5 stars   |

Ko je bila igra GTA Vice City decembra 2012 izdana za mobilne naprave, je prejela "na splošno ugodne" ocene. Metacritic je na podlagi 19-ih ocen izračunal povprečno oceno 80 od 100. Ocenjevalcem je bila všeč izboljšana grafika, kritike pa so bile usmerjene na upravljanje na zaslonu na dotik.
Vizualna podoba te različice je bila dobro sprejeta. Chris Carter iz Destructoida je menil, da se "[ujema] z neonskimi in svetlimi pastelnimi barvami" ter dodal, da "novi svetlobni učinki in izpopolnjen mehanizem resnično omogočajo, da igra izstopa kot še nikoli". Justin Davis iz IGN-a je pohvalil posodobljene modele likov, osvetlitev in teksture, Eric Ford iz Touch Arcadea pa je opozoril, da je "vizualna podoba izboljšana, vendar ne drastično". Avtorji pri NowGamerju so ugotovili, da mobilni prikaz izboljša vizualni užitek v igri kljub težavam z originalno igro. Tom Hoggins iz The Telegrapha je opazil nekaj težav z modeli likov, vendar je zapisal tudi, da "mesto izgleda odlično".
Večina recenzentov je kritizirala upravljanje na dotik v prenosu igre. Mark Brown iz Pocket Gamerja jih je ocenil kot "neidealne", vendar je opozoril, da je bilo tako tudi v originalni igri, medtem ko je Scott Nichols iz Digital Spyja menil, da je igra "le še bolj zapletla [upravljanje]". Davis iz IGN-a je bil hvaležen za dodatek prilagodljivega upravljanja in je zapisal, da "izkušnjo naredi veliko bolj nadzorljivo", Ford iz Touch Arcadea pa je zelo cenil prizadevanja razvijalca, da bi "situacijo naredil znosno". Carter iz Destructoida je pohvalil upravljanje, kljub temu da je opazil nerodno gibanje likov, medtem ko je Hoggins iz The Telegrapha menil, da je upravljanje "veliko bolj dovršeno" kot v mobilni različici igre Grand Theft Auto III.

### Nagrade
Igra Grand Theft Auto: Vice City je prejela več nominacij in nagrad igralniških publikacij. Na 6. letni podelitvi nagrad Interactive Achievement je bila nominirana za šest nagrad, od katerih je osvojila nagrado za konzolno akcijsko/pustolovsko igro leta. Naslednje leto je bila nominirana za računalniško akcijsko/pustolovsko igro leta. Na 1. podelitvi nagrad British Academy Games je z osmimi nominacijami in šestimi nagradami bila zmagovalka podelitve, vključno z najboljšo igro za PlayStation 2, najboljšo igro za osebni računalnik, najboljšo akcijsko igro, najboljšim oblikovanjem in najboljšim zvokom. Podobno je bila razglašena za najboljšo igro za PlayStation 2 na podelitvi nagrad Golden Joystick in s strani Entertainment Weeklyja, IGN-a in GameSpota. Prejela je tudi prestižno nagrado Ultimate Game of the Year na podelitvi nagrad Golden Joystick. GameSpot ji je podelil nagrade za najboljšo akcijsko/pustolovsko igro, najboljšo glasbo in najboljšo grafiko (tehnično in umetniško). IGN jo je nagradil kot najboljšo akcijsko/pustolovsko igro, bila pa je tudi na drugem mestu po izboru bralcev.

## Prodaja
V 24-ih urah po izidu je bila igra Grand Theft Auto: Vice City prodana v več kot 500 000 izvodih. V dveh dneh po izidu je bila prodana v 1,4 milijona izvodih, s čimer je postala takrat najhitreje prodajana igra v zgodovini. Bila je najbolje prodajana igra leta 2002 v Združenih državah Amerike. Do leta 2004 je bilo prodanih 5,97 milijona enot, do decembra 2007 pa 8,20 milijona. Julija 2006 jo je revija Next Generation uvrstila med najbolje prodajane igre, izdane za PlayStation 2, GameCube ali Xbox med januarjem 2000 in julijem 2006 v Združenih državah Amerike, z ocenjenimi 7 milijoni prodanih izvodov in 300 milijoni ameriških dolarjev prihodkov. Februarja 2005 je bila ponovno izdana kot del izbora PlayStation's Greatest Hits, kar kaže na visoko prodajo. Na Japonskem je bila igra v prvem tednu prodana v približno 223 000 izvodih, do januarja 2008 pa v več kot 410 000. V Združenem kraljestvu si je igra prislužila nagrado "Diamond", kar pomeni več kot milijon prodanih izvodov. Grand Theft Auto: Double Pack – paket, ki je vseboval Grand Theft Auto III in Grand Theft Auto: Vice City – je postal ena najbolje prodajanih iger za Xbox z več kot 1,59 milijona prodanimi izvodi v Združenih državah Amerike in več kot 1,25 milijona na Japonskem. GTA Vice City je bila ena najbolje prodajanih iger za PlayStation 2 s 14,2 milijona prodanih izvodov, do marca 2008 pa je bila prodana v 17,5 milijona enot na vseh platformah.

## Kontroverznosti
Podobno kot njeni predhodniki je bila tudi igra GTA Vice City označena za nasilno in eksplicitno ter s strani številnih interesnih skupin za kontroverzno. Peter Hartlaub iz SFGatea je opozoril na "nesmiselno nasilje" v igri, vendar ga je pripisal poskusu razvijalcev, da bi dosegli pristnost. Jeremy Pope, ki je sodeloval pri razvoju različnih Rockstarjevih iger, vključno z GTA Vice City, se je zaobljubil, da ne bo nikoli več delal na nasilnih igrah zaradi njihovega prikazovanja v prevladujočih medijih. V Avstraliji je bila igra predhodno urejena, da je prejela klasifikacijo MA15+. Leta 2010 je bila v regiji izdana necenzurirana različica, ki je ohranila svojo klasifikacijo.
Novembra 2003 sta dve združenji Haitijcev v ZDA v New Yorku organizirali protest, na katerem sta javno kritizirali igro, češ da igralca poziva k nasilju do haitijskih priseljencev in da Haitijce prikazuje kot "nasilneže, tatove in preprodajalce drog". Rockstar se je v odgovoru odzval s sporočilom za javnost, v katerem se je opravičil in priznal zaskrbljenost, vendar je vztrajal, da je treba nasilje obravnavati v kontekstu igre, ki vsebuje tudi nasilje nad drugimi etničnimi skupinami. Ko je župan New Yorka Michael Bloomberg zagrozil distributerju Take-Two Interactive s pravnimi ukrepi, se je podjetje opravičilo in odstranilo žaljive izjave iz novih izvodov igre. Januarja 2004 je večinski haitijsko-ameriški svet Severnega Miamija izdal odlok o prepovedi prodaje ali izposoje nasilnih iger osebam, mlajšim od 18 let, brez dovoljenja staršev. Predlog, ki ga je očitno sprožila igra GTA Vice City, je podprl župan Severnega Miamija Josaphat Celestin, ki je izjavil: »Ne verjamemo, da je bil prvi amandma napisan za zaščito tistih, ki želijo spodbujati nasilje.« Primer je bil kasneje prestavljen z višjega zveznega na nižje državno sodišče.
7. junija 2003 je 18-letni Devin Moore ustrelil in ubil dva alabamska policista in dispečerja, preden je pobegnil v patruljnem avtomobilu. Kasneje so ga prijeli. V izjavah policiji je Moore domnevno dejal: »Življenje je kot videoigra. Vsakdo mora kdaj umreti.« Proti družbam Rockstar Games, Take-Two Interactive, Sony Computer Entertainment, GameStop in Wal-Mart je bila vložena 600 milijonov dolarjev vredna tožba, v kateri so trdili, da je Moore pogosto igral GTA Vice City in da so ga njegove izkušnje z igro pripeljale do storitve kaznivih dejanj. Odvetnik tožnikov Jack Thompson je trdil, da je Moore umore zagrešil zaradi grafične narave igre. Thompson se je novembra 2005 umaknil iz primera Strickland proti Sonyju, potem ko ga je sodnik obtožil neprofesionalnega ravnanja. Marca 2006 je vrhovno sodišče zavrnilo pritožbo obtožencev na zavrnitev primera.
Septembra 2006 je Thompson vložil še eno tožbo v višini 600 milijonov dolarjev proti Codyju Poseyju in družbam Rockstar Games, Take-Two Interactive in Sony Computer Entertainment. V tožbi je bilo navedeno, da je 14-letni Posey obsesivno igral igro, preden je na ranču v Hondu v Novi Mehiki umoril svojega očeta, mačeho in polsestro. Poseyjeva obramba je trdila, da ga je oče zlorabljal in da je v času umorov jemal zdravilo Zoloft. V tožbi je bilo navedeno, da se umori ne bi zgodili, če Posey ne bi obsesivno igral igre GTA Vice City. Primer je bil decembra 2007 zavržen, saj Nova Mehika ni imela pristojnosti nad Sonyjem ali Take-Twojem.
Julija 2017 je organizacija Psychic Readers Network (PRN) tožila Rockstar zaradi lika z imenom Auntie Poulet, češ da sta si lik in Youree Harris, ki mu je posodila glas, zelo podobna. Brandon J. Huffman, odvetnik pri Odin Law and Media, je opozoril, da se je tožba PRN soočila z izzivi zaradi časa vložitve tožbe, saj je zastaralni rok za kršitev avtorskih pravic na okrožnem sodišču tri leta. Tožba je bila vložena skoraj 15 let po izidu igre. Huffman je dodal, da bi se Take-Two lahko skliceval, da je šlo za parodijo ali se poravnal zunaj sodišča, vendar da verjetno ne bo storil nič od tega.

## Zapuščina
Mike Snider iz USA Today je zapisal, da je GTA Vice City "dvignil standarde za videoigre", pri čemer je navedel interaktivnost, nasilje in zvočne posnetke. Luke Plunkett iz Kotakuja in Jeffrey L. Wilson iz PC Magazine sta oba označila GTA Vice City za najboljšo igro v seriji, Plunkett jo je imenoval tudi za "popolno izkušnjo Grand Theft Auto". Bralci revije Official UK PlayStation Magazine so GTA Vice City izbrali za četrto najboljšo igro za PlayStation, kar jih je bilo kdaj izdanih. Leta 2006 se je GTA Vice City pojavil na seznamu 100 najboljših iger po izboru bralcev japonske revije Famitsu. Bil je ena redkih zahodnih iger na seznamu. Umetniški direktor Aaron Garbut je menil, da je GTA Vice City poleg predhodnika Grand Theft Auto III in naslednika GTA San Andreas vodilni v trendu iger odprtega sveta. Nova različica mesta Vice City se bo vrnila v Grand Theft Auto VI (2026).

### Izdaje za različne konzole
Grand Theft Auto: Vice City je bil izdan za Windows 13. maja 2003 v Severni Ameriki in 16. maja v Evropi, podpiral je višje ločljivosti zaslona in razdaljo risanja ter imel podrobnejše teksture. GTA Vice City je bil združen z Grand Theft Auto III v kompilaciji z naslovom Grand Theft Auto: Double Pack, ki je bila izdana za Xbox 4. novembra 2003 v Severni Ameriki in 2. januarja 2004 v Evropi. Različica za Xbox je imela podporo za prilagojen zvočni posnetek, izboljšan zvok, modele poligonov in odseve v primerjavi s prejšnjimi različicami. Double Pack je bil kasneje združen s GTA San Andreas v kompilaciji z naslovom Grand Theft Auto: The Trilogy, ki je bila izdana oktobra 2005. Analitiki so verjeli, da bo igra sčasoma izšla za GameCube, vendar se to ni nikoli zgodilo. Trilogija je bila izdana tudi za OS X 12. novembra 2010.
Za deseto obletnico leta 2012 je War Drum Studios prenesel igro GTA Vice City na mobilne naprave, pri čemer je gradil na različici za Windows z izboljšano grafiko in prilagodljivo postavitvijo. Za naprave iOS je bila izdana 6. decembra, za Android 12. decembra po zamudi zaradi tehničnih težav, za Fire OS pa 15. maja 2014. Emulirana različica igre je bila izdana za PlayStation 3 30. januarja 2013 prek PS2 Classics v omrežju PlayStation Network. Druga emulirana različica je izšla za PlayStation 4 5. decembra 2015, povečana na 1080p in s podporo za trofeje v igri. Remaster različica iger trilogije s podnaslovom The Definitive Edition je izšla za Nintendo Switch, PlayStation 4, PlayStation 5, Windows, Xbox One in Xbox Series X/S 11. novembra 2021, za Android in iOS pa 14. decembra 2023. Izvirna igra je bila v pripravah na to izdajo odstranjena iz digitalnih trgovin, kasneje pa je bila obnovljena v sklopu paketa v trgovini Rockstar Store.
Osrednja ekipa šestih oboževalcev je igro predelala in jo decembra 2020 izdala kot izvršno datoteko, potem ko so na njej delali od maja tega leta. Projekt z naslovom reVC omogoča neuraden prenos igre na platforme, kot so Nintendo Switch, PlayStation Vita in Wii U. Take-Two je februarja 2021 izdal zahtevo DMCA za odstranitev projekta. Aprila je Theo, novozelandski razvijalec, ki je vzdrževal razcep izvorne kode, na GitHubu vložil nasprotno pritožbo, v kateri je trdil, da koda ne vsebuje nobenega izvirnega dela v lasti Take-Two Interactive. V skladu s pravili DMCA glede sporov je bila Theova vsebina po dveh tednih obnovljena. 10. junija 2021 je ekipa, ki stoji za reVC, vložila nasprotno pritožbo. V skladu s pravili DMCA glede sporov je bila izvorna koda po dveh tednih obnovljena. Septembra 2021 je Take-Two v Kaliforniji vložil tožbo proti programerjem, v kateri je trdil, da ti projekti predstavljajo kršitev avtorskih pravic.
Ekipa ruskih igralcev igre je januarja 2025 izdala neuradno različico igre s pogonom za Grand Theft Auto IV s ciljem odpraviti zaznane težave z različico iz trilogije The Definitive Edition. Pritožba na DMCA s strani Take-Two je povzročila izbris napovednika te različice in YouTube kanala, čeprav so nekateri novinarji opozorili, da bi odlok iz leta 2022, ki ščiti ruska podjetja pred uveljavljanjem avtorskih pravic s strani zahodnih podjetij (zaradi ruske invazije na Ukrajino), lahko zaščitil to delo in ekipo pred pravnimi ukrepi s strani Take-Two Interactive. Tehnični direktor igre Obbe Vermeij je branil odločitev družbe in dejal, da ta izdelek "neposredno konkurira" njihovemu, čeprav je priznal, da bi bila odstranitev "lažje sprejemljiva, če bi [Rockstar] izdelal ustrezne predelave".

### Knjižni viri
- Chess, Shira (2006). "Playing the Bad Guy: Grand Theft Auto in the Panopticon". V Garrelts, Nate (ur.). The Meaning and Culture of Grand Theft Auto. McFarland & Company. pp. 80–90. ISBN 978-0-7864-2822-9.
- Egenfeldt-Nielsen, Simon; Smith, Jonas Heide; Tosca, Susana Pajares (2016). Understanding Video Games: The Essential Introduction. Routledge. ISBN 978-1-317-53313-9.
- Kushner, David (3 April 2012). Jacked: The Outlaw Story of Grand Theft Auto. Turner Publishing Company. ISBN 978-0-470-93637-5.
- Rockstar North (2002). Grand Theft Auto: Vice City Game Manual. Rockstar Games.